# Barry Lyndon

Stanley Kubrick a la gravació de Barry Lyndon.

Barry Lyndon és una pel·lícula de drama d'època del 1975 dirigida per Stanley Kubrick i basada en la novel·la del 1844 The Luck of Barry Lyndon (La sort de Barry Lyndon), de l'escriptor William Makepeace Thackeray. Narra les proeses d'un aventurer irlandès sense escrúpols al segle xviii, en particular la seva ascensió i caiguda en la societat anglesa.
Considerada un clàssic del cinema, consta com una de les cent millors pel·lícules en la prestigiosa revista de cinema Time magazine, així com en la revista Village Voice, en què va obtenir el lloc número 46 del rànquing en una enquesta dirigida per Sight and Sound. El director Martin Scorsese considera Barry Lyndon com la seva pel·lícula preferida de Kubrick.

## Argument
En la primera escena, ambientada al voltant del 1750, el pare de l'irlandès Redmond Barry (Ryan O'Neal) mor en un duel per la venda d'uns cavalls. La vídua (Marie Kean), rebutjant altres ofertes de casament, es dedica en cos i ànima a criar el seu fill.
De jove, Barry s'enamora de la seva cosina Nora Brady (Gay Hamilton). Ella també l'estima, i el sedueix, però, quan l'adinerat capità anglès John Quin (Leonard Rossiter) apareix en escena, la pobresa i la debilitat de Barry fan que ràpidament el deixin de banda. Ella i tota la seva família desitgen un casament de conveniència amb el capità per pal·liar les seves dificultats econòmiques. Barry no accepta la situació i, aparentment, mata Quin en un duel.
Per escapar-se de la llei, Barry fuig cap a Dublín, però és assaltat per un famós lladre, el capità Feeney (Arthur O'Sullivan), i el seu fill Seamus (Billy Boyle), que li deixen poques opcions de vida, i finalment Barry decideix allistar-se a l'exèrcit britànic. Més tard es reuneix amb un amic de la família, el capità Grogan (Godfrey Quigley), que l'informa que el duel era una farsa. La pistola de Barry no estava carregada amb una bala de veritat, sinó que era feta de palla, i Quin ni tan sols va quedar ferit. Tot ho van preparar per desfer-se d'ell i que el covard Quin es pogués casar amb Nora i així assegurés la situació econòmica de la família.
El regiment de Barry és enviat a la Guerra dels Set Anys a Europa. Durant una escaramussa, Grogan és ferit de mort i Barry deserta a la primera oportunitat i es fa passar per missatger. S'està uns quants dies plàcidament amb Lischen (Diana Körner), una dona solitària que té el marit a la guerra. Quan acaba la seva estada, Barry es troba amb un capità prussià, Potzdorf (Hardy Krüger), que s'adona de la seva identitat falsa. Quan li dona l'opció d'unir-se a l'exèrcit prussià per no ser condemnat per desertor, Barry s'allista al seu segon exèrcit. Durant una batalla salva la vida a Potzdorf.
Quan s'acaba la guerra, el 1763, el ministre de Policia prussià, l'oncle de Potzdorf, contracta Barry. Se li encomana convertir-se en el majordom del cavaller de Balibari (Patrick Magee), un jugador professional de qui els prussians sospiten que és un espia, i ell té l'ordre d'esbrinar-ho. De tota manera, Barry descobreix que és un compatriota irlandès, l'hi confessa tot i es converteixen en socis. Barry ajuda el cavaller a guanyar en els jocs de cartes fent trampes, però quan el príncep de Tübingen (Wolf Kahler) ho sospita, després de perdre una abundant suma, tots dos són expulsats de Prússia. Vaguen per totes les corts fent trampes als nobles. Barry resulta ser molt útil: quan un perdedor rebutja pagar els deutes, el seu excel·lent ús de l'espasa els convenç de pagar.
Després de passar moltes experiències, Barry decideix progressar i casar-se amb alguna dona de bona posició. Durant un viatge troba la bella i molt rica comtessa de Lyndon (Marisa Berenson). Barry no té gaires dificultats per seduir-la. El seu vell i malaltís marit, Sir Charles Lyndon (Frank Middlemass), mor l'any següent (1773) i ella i Barry es casen.

## Repartiment
- Ryan O'Neal: Barry Lyndon / Redmond Barry
- Marisa Berenson: Lady Lyndon
- Patrick Magee: el cavaller
- Hardy Krüger: capità Potzdorf
- Steven Berkoff: Lord Ludd
- Gay Hamilton: Nora Brady
- Marie Kean: mare de Barry

## Producció
Per al guió es va decidir adaptar la novel·la de Thackeray The Luck of Barry Lyndon, que Stanley Kubrick havia descobert per casualitat i que el va captivar. El director va veure que per molt que fes canvis amb certs personatges o escenes era difícil perdre l'essència de l'obra original.
Un dels aspectes més rememorats del film és la fotografia, portada i dirigida per John Alcott. En aquesta obra, Kubrick volia capturar la naturalitat, per la qual cosa va decidir abstenir-se tant com fos possible de llums artificials. Hi ha mites que diuen que la pel·lícula es va rodar sense cap mena d'il·luminació, cosa que és completament falsa. En les escenes il·luminades amb espelmes es va preferir no usar il·luminació no natural, només reflectors, ja que, si no, es perdia la naturalitat dels espais il·luminats a la llum dels canelobres. Per poder rodar aquestes escenes es necessitava un objectiu amb una gran obertura de diafragma, i per això Kubrick en va portar al rodatge tres de fabricats per a la NASA que havien sobrat de la remesa. La lent Planar 50 mm f/0,7 per a la càmera Zeiss és un dels objectius amb més obertura mai fabricats. Amb l'ajuda d'Ed DiGiulio van poder adaptar aquestes lents a una càmera sense reflex Mitchell BNC.

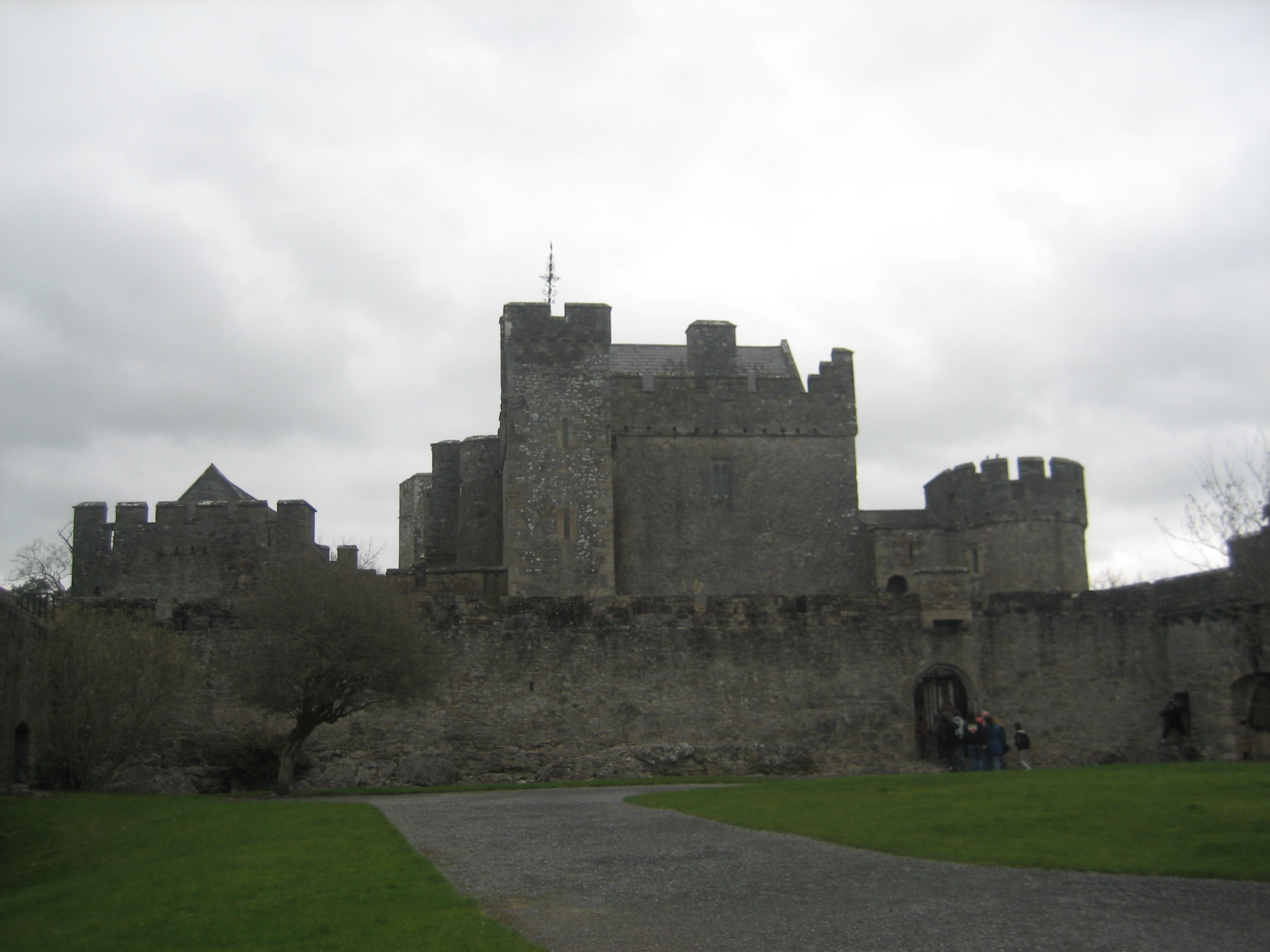
Castell de Cahir, a Irlanda, que al film representa un campament prussià.

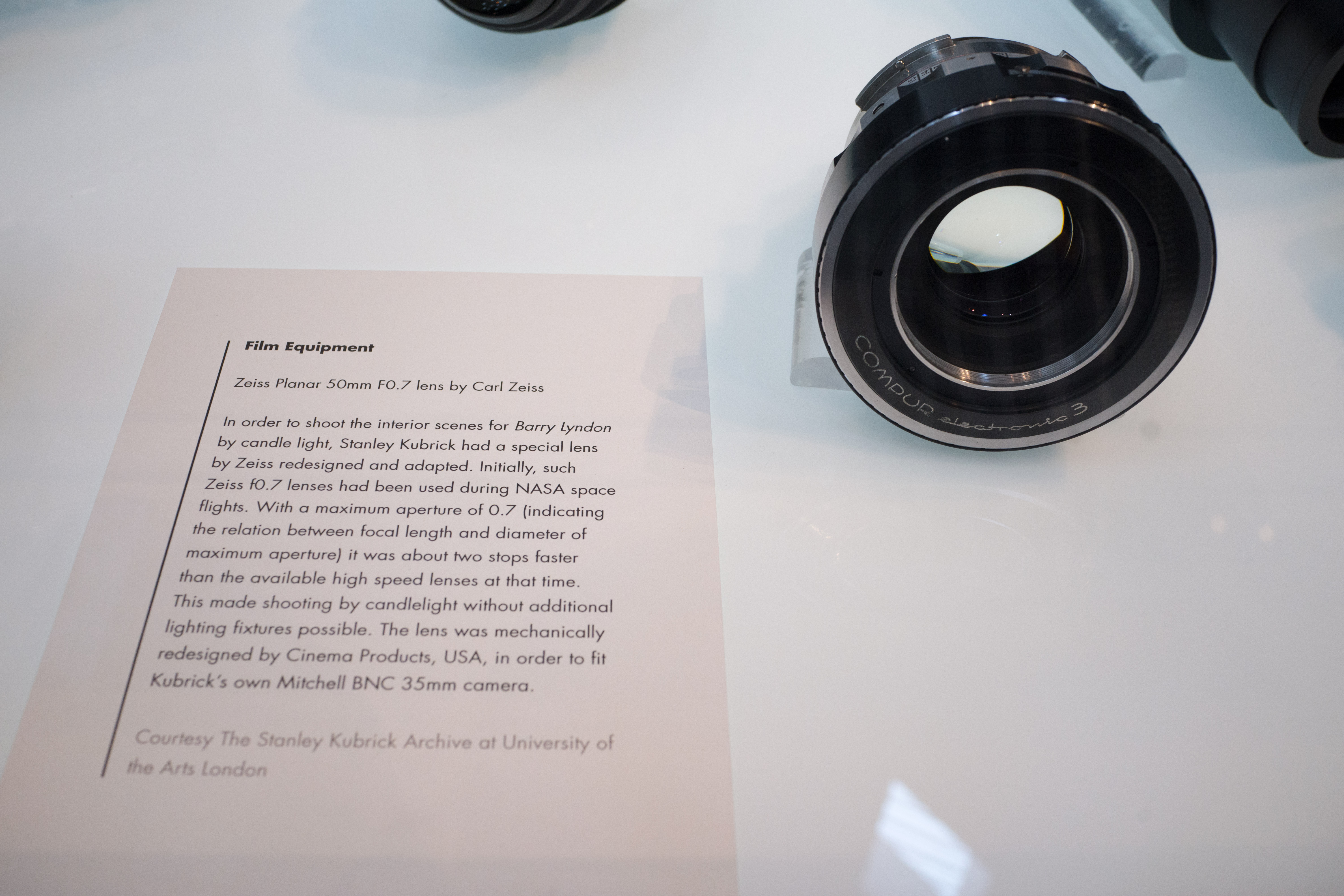
Lent Planar 50 mm f/0,7 usada al rodatge de la pel·lícula, exposada a Stanley Kubrick. The exhibition a San Francisco.

Un altre apartat de la fotografia que fa característica Barry Lyndon és l'ús de lents zoom. Tot i que Alcott s'estimava més fer servir objectius simples, Kubrick el va convèncer de fer un canvi per a aquesta pel·lícula. El zoom proporcionava una imatge més aplanada, com les de les pintures del segle xviii, en les quals es van basar Kubrick i Alcott per donar al film un aspecte semblant al de l'època en què se situa el guió. Aquest esforç va donar fruits, ja que la pel·lícula va ser guardonada amb un Oscar a la millor fotografia.
Per poder aconseguir la naturalitat que es pretenia es va decidir no rodar en sets i es van haver de buscar localitzacions reals en les quals poder fer la filmació. La pel·lícula es va rodar en diversos boscos, camps i castells d'Irlanda i Escòcia.

## Premis i nominacions principals

### Premis[4]
- Oscar a la millor direcció artística
- Oscar a la millor fotografia
- Oscar al millor vestuari
- Oscar a la millor banda sonora adaptada
- BAFTA a la millor pel·lícula
- BAFTA a la millor direcció

### Nominacions[4]
- Oscar al millor director
- Oscar a la millor pel·lícula
- Oscar al millor guió adaptat
- BAFTA al millor vestuari
- BAFTA a la millor pel·lícula
- César a la millor pel·lícula estrangera